# Trichocolletes dowerinensis
Trichocolletes dowerinensis is een vliesvleugelig insect uit de familie Colletidae. De wetenschappelijke naam van de soort is voor het eerst geldig gepubliceerd in 1931 door Rayment.
Het mannetje wordt ongeveer 12 millimeter lang, het vrouwtje ongeveer 14 millimeter. De soort komt voor in het zuidwesten van West-Australië.